# Лет у магли
„Лет у магли” је југословенски ТВ филм из 1988. године. Режирао га је Ненад Огњеновић а сценарио је написао Зоран Баћић.

## Улоге
| Глумац         | Улога      |
| -------------- | ---------- |
| Драган Јовичић | Александар |
| Неда Арнерић   | Ана        |
| Давор Јањић    | Никола     |
| Мирза Тановић  |            |
| Ајна Печенко   |            |
| Емина Муфтић   |            |